# Financement des programmes établis
Le Financement des programmes établis (FPE) (en anglais : Established Programs Financing) était un programme créé par le gouvernement de Pierre Eliott Trudeau en 1977 destiné à financer les dépenses des provinces dans le domaine de la santé et de l'éducation supérieure à travers des transferts fiscaux, à la fois monétaires et sous forme de transferts de points d'impôts,.
Le budget fédéral de 1995 a annoncé la fusion du Régime d'assistance publique du Canada et du Financement des programmes établis en un nouveau programme global de transfert appelé le Transfert canadien en matière de santé et de programmes sociaux (TCSPS) à partir de l'année fiscale 1996-97.

## Historique
Le premier accord portant sur le Financement des programmes établis est signé en 1977 pour une expiration prévue en 1987. L'accord de 1977 prévoit que les transferts croissent au même rythme que l'économie nationale.
L'accord est entériné par la Loi de 1977 sur les accords fiscaux entre le gouvernement fédéral et les provinces et sur le financement des programmes établis qui est sanctionnée le 31 mars 1977,.
Le FPE a subi de nombreuses coupures à partir du milieu des années 1980, tant sous des gouvernements libéraux que progressistes-conservateurs. À partir du 1er avril 1983, la croissance du FPE est limitée au minimum de la croissance du PIB et d'un facteur maximum de croissance de 6 %. Ce taux est abaissé à 5 % à partir du 1er avril 1984.
Dans le budget fédéral de 1985, Michael Wilson annonce un plan pour limiter la croissance du FPE afin d'en réduire le coût de 2 milliards de dollars d'ici à l'année fiscale 1990-91. Les économies sont atteintes par un amendement à la clause de croissance : le facteur maximum de croissance est abrogé mais l'augmentation annuelle du FPE est basée sur la croissance du PIB moins 2 %. Ce taux de croissance est encore réduit d'1 % par le budget de 1989 (en), réduisant les dépenses de 200 millions sur la seule année 1990-91.
Le budget de 1990 gèle completement le FPE jusqu'à l'année fiscale 1991-92. Cette mesure est prolongée lors du budget de 1991 (en) jusqu'à l'année fiscale 1994-95. Le FPE est ensuite réindexé à la croissance du PIB moins 3 %,.